# Каламуняк Мирослава Михайлівна
Мирослава Каламуняк (*6 листопада 1957 року) — українська підприємиця, керівник підприємства «Парада».

## Біографія
Народилася 6 листопада 1957 року в с. Оселя Яворівського району Львівської області.
Освіта вища: у 1989 році закінчила Ужгородський державний університет, спеціальність «планування промисловості», присвоєно кваліфікацію «економіст».
Основна трудова діяльність пройшла на різних ділянках роботи в трудовому колективі Ужгородської швейної фабрики (1977–2008 р.р.)., який очолювала як директор закритого акціонерного товариства «Ужгородська швейна фабрика» з 30.01.1995 року по 19.02.2008 року
Має почесне звання «Заслужений працівник промисловості України» (1998 р.), нагороджена Почесною грамотою Кабінету Міністрів України (2002 р.), відзнаками Президента України — «Орден княгині Ольги» ІІІ (2003 р.) та II (2007 р.) ступенів.
З лютого 2008 по липень 2009 року — в.о. голови Великоберезнянської районної державної адміністрації.
З липня 2009 року — генеральний директор ЗАТ Ужгородська швейна фабрика «Парада».